# Echium longifolium
Echium longifolium là loài thực vật có hoa trong họ Mồ hôi. Loài này được Delile mô tả khoa học đầu tiên năm 1813.